# 산치프리아노피첸티노
산치프리아노피첸티노(이탈리아어: San Cipriano Picentino)는 이탈리아 캄파니아주 살레르노도에 있는 코무네이다.